# Sygnały dnia
Sygnały dnia – poranna audycja nadawana od 1 marca 1973 w Programie Pierwszym Polskiego Radia. Autorem i pierwszym redaktorem audycji był Aleksander Tarnawski.
Początkowo odtwarzana była z taśmy magnetofonowej, jednak szybko zdecydowano się na prowadzenie jej na żywo. Przez pierwsze dwa lata program rozpoczynał się o godzinie 7 i trwał 17 minut, jako audycja muzyczno-informacyjna. W listopadzie 1975 „Sygnały dnia” zostały przekształcone w audycję dwugodzinną (nadawaną od godziny 6.00 do 8.00), o charakterze informacyjno-publicystycznym. W styczniu 1978 program ponownie wydłużono, tym razem do 5 godzin (od godziny 4.00 do 9.00).
Po wprowadzeniu stanu wojennego w 1981, audycję zdjęto z anteny. W styczniu 1982 wróciła pod nazwą „Poranne sygnały”, nadając na falach średnich. Na fale długie powróciła ponad półtora roku później, 1 lipca 1983, a nową nazwę zachowała aż do 1989.
Program nadawany jest od poniedziałku do piątku od 6:00 do 9:00.
1 marca 2003 w warszawskim „Hotelu Gromada”, odbyła się uroczystość z okazji jubileuszu 30-lecia „Sygnałów dnia”. W spotkaniu wzięli udział m.in. prezydent Rzeczypospolitej Polskiej Aleksander Kwaśniewski, marszałek Sejmu Marek Borowski i marszałek Senatu Longin Pastusiak.
Zwracając się do zebranych, prezydent Aleksander Kwaśniewski powiedział m.in.: 

Cieszymy się, że jest w Polsce ceniona, słuchana i budująca opinię audycja, która łagodzi obyczaje, która dostarcza informacji, komentarza i która jest rzeczywiście audycją bardzo obiektywnej opinii.

## Twórcy
„Sygnałami dnia” kierowali kolejno: wyżej wspomniany Aleksander Tarnawski, Sławomir Szof, Lesław Nowak, Antoni Mielniczuk, Jerzy Tomaszewski, Krzysztof Grzesiowski, Paweł Kwieciński i Wiesław Molak.
Prowadzącymi byli m.in. Tadeusz Sznuk, Sławomir Szof, Andrzej Jaroszewski, Andrzej Matul, Lesław Nowak, Krzysztof Grzesiowski, Wiesław Molak, Zygmunt Chajzer, Roman Czejarek Jakub Urlich, Andrzej Klewiado, Kacper Kaliszewski, Krzysztof Kaczmarczyk i Juliusz Głuski, Zuzanna Dąbrowska, Dorota Gawryluk, Krzysztof Ziemiec, Michał Rachoń.
Audycję współtworzyli również: Piotr Sadowski (sekretarz Redakcji Aktualności), Magdalena Brudnicka, Jadwiga Paprocka, Rafał Brzeski, Tadeusz Cichomski, Grzegorz Dziemidowicz, Janusz Link, Mieczysław Marciniak, Mieczysław Smugarzewski, Andrzej Turski, Tadeusz Samitowski i Tadeusz Wojciechowski
Za muzyczną oprawę audycji odpowiadał Michał Rybczyński. Do realizatorów należeli – m.in. Zofia Michalewicz (pierwsza realizatorka), Krystyna Styrylska, Wanda Sztyber, Zbigniew Głodkowski, Roman Łazicki i Wojciech Nowak.
Do współpracowników należeli m.in. Krystyna Czubówna, Stefan Stelmaszczuk i Aleksander Żyzny.
Od 2010 zespół programu tworzyli: Wiesław Molak, Roman Czejarek Henryk Szrubarz, Jan Tomczak, Krzysztof Grzesiowski, Daniel Wydrych, Idalia Mirecka i kilkoro młodych współpracowników.
Od maja 2016 gospodarzami programu są Daniel Wydrych, Piotr Gociek, Wojciech Dąbrowski, Krzysztof Grzesiowski i Wiesław Molak.
Po niewyjaśnionym odejściu Wojciecha Dąbrowskiego z redakcji w maju 2018, jego miejsce zajęła Katarzyna Gójska z Telewizji Republika, zastępczyni redaktora naczelnego Gazety Polskiej.